# کاتاژینا فیگورا
کاتاژینا فیگورا (لهستانی: Katarzyna Figura) بازیگر اهل لهستان است. فیگورا در ورشو، لهستان به دنیا آمد. او از آکادمی ملی هنرهای نمایشی الکساندر زلوروویچ در ورشو فارغ‌التحصیل شد و تحصیلات خود را در کنسرواتوار هنرهای نمایشی پاریس ادامه داد. او یکی از شناخته‌شده‌ترین و محبوب‌ترین بازیگران در صنعت فیلم معاصر لهستان است. او اغلب نقش زنان بلوند جذاب، روسپی‌ها و همسران مردان ثروتمند را بازی می‌کرد. اما اخیراً تصویر خود را به‌طور چشمگیری تغییر داده و نقش‌های شخصیت‌های بالغ‌تر، که اغلب غمگین و تلخ‌کام هستند، را به عهده گرفته است.
از فیلم‌ها یا مجموعه‌های تلویزیونی که وی در آن‌ها نقش داشته است، می‌توان به کیلر، یوما، گا، گا، درود بر قهرمانان، حلقه و رز، کینگ‌سایز، ما همه مسیح هستیم، اجاره‌نشین‌ها، لندنی‌ها، جهان به روایت خانواده کیپسکی، دختران خریدنی، هتل ۵۲، پرستار کودک، آماده پوشیدن و انتقام اشاره نمود.